# Gregorova Vieska
Gregorova Vieska (hongrois : Gergelyfalva) est un village de Slovaquie situé dans la région de Banská Bystrica.

## Histoire
La première mention écrite du village date de 1393.

## Démographie

### Évolution de la population
| Année:               | 1994. | 2004.   | 2014.   | 2024.   |
| -------------------- | ----- | ------- | ------- | ------- |
| Nombre de personnes: | 137   | 144     | 141     | 140     |
| Différence:          |       | +5,10 % | -2,08 % | -0,70 % |

| Année:               | 2023. | 2024. |
| -------------------- | ----- | ----- |
| Nombre de personnes: | 140   | 140   |
| Différence:          |       | +0 %  |